# 大戸阿久里
大戸 阿久里（おおと あぐり、慶安元年（1648年） - ?）は、下総国関宿藩主・牧野成貞の正室。5代将軍・徳川綱吉の側室であったという説もある。

## 生涯
牧野家の譜代の家臣である大戸玄蕃吉勝の娘として生まれる。その後、徳川綱吉の母・桂昌院の侍女となる。桂昌院の指示で成貞と結婚した。
成貞との間には、寛文7年（1667年）に長女・松子（永井貞清正室）、寛文9年（1669年）に次女・安（牧野成時正室）、寛文11年（1671年）に三女・亀を出産した。
その後、綱吉に見初められ、江戸城・大奥へ入ったという説がある。阿久里を奪った埋め合わせとして、延宝8年（1680年）に綱吉は成貞を下総国関宿藩主に任命し、成貞は15,000石の大名に出世した。さらに、成貞は老中と並ぶ扱いを受けるようになり、元禄元年（1688年）には7万3000石に加増されている。
しかし、阿久里だけでは満足しなかった綱吉は、成貞の娘・安にも手を出し、大奥入りしたという説がある。ただ、綱吉の側室として記録のある新助の方（『幕府祚胤伝』記載では新典侍。院号は清心院）を阿久里に比定する説があるものの、『幕府祚胤伝』によれば清心院は出自が「豊岡有尚の娘、日野弘資の養女」となっており、また「元文4年（1739年）卒、享年73」（＝寛文9年（1669年）生まれ）であるため、阿久里の生年・出自と食い違っており、安の名前もどこにも記録されていない。阿久里と安が大奥へ入ったという話は後世の創作という説もある。
墓所は東京都墨田区にある弥勒寺。

## 登場作品

### テレビドラマ
- 関西テレビ『大奥』（1968年、演：小山明子）
- 関西テレビ『大奥』（1983年、演：佐藤友美）
- NHK大河ドラマ『元禄繚乱』（1999年、演：渡辺えり子）
- フジテレビ『大奥〜華の乱〜』（2005年、演：萬田久子）